# Ron Lee
Ronald Henry "Ron" Lee (ur. 2 listopada 1952 w Bostonie) – amerykański koszykarz, występujący na pozycji rozgrywającego, zaliczony do składu najlepszych debiutantów NBA.

## Osiągnięcia
NCAA
- MVP turnieju NIT (1975)[2]
- Zawodnik Roku Konferencji Pac-8 (1976)[3]
- Wybrany do:
  - II składu All-American (1975)[4]
  - Galerii Sław Sportu stanu Oregon - Oregon Sports Hall of Fame (1998)[3]
- Uczelnia zastrzegła należący do niego numer 30[3]

NBA
- Wybrany do I składu debiutantów NBA (1977)[1]
- Lider NBA w przechwytach (1978)[5]

Włochy
- Zdobywca pucharu Saporty (1983)[6]